# L'Affaire Dreyfus (Octave Mirbeau)
Pour les articles homonymes, voir L'Affaire Dreyfus.
L'Affaire Dreyfus est le titre donné au recueil d'articles du journaliste et écrivain français Octave Mirbeau, qui ont paru au cours de l'affaire Dreyfus, pour la plupart dans L'Aurore, d'août 1898 à juin 1899. Ce volume a été publié en 1991 par la Librairie Séguier.

## Un engagement passionné
C’est à partir de la fin novembre 1897 qu’Octave Mirbeau s'est engagé passionnément dans la lutte pour la Vérité et la Justice et a mis tout son génie de pamphlétaire au service des dreyfusards, qui exigeaient la révision du procès d'Alfred Dreyfus. Mais au Journal il était bridé, et il a dû se contenter d’y publier, en feuilleton,  Les Mémoires de mon ami. C’est donc dans l’organe attitré des dreyfusards, L'Aurore, d’Ernest Vaughan et Georges Clemenceau, qu’il a fait paraître une cinquantaine de contributions. 

## Un rôle de stimulant
Son rôle n’est pas de suivre au jour le jour les péripéties de l’Affaire, ni de prouver l’innocence d’Alfred Dreyfus en contestant pied à pied les accusations lancées contre lui, ni de trouver les moyens juridiques de faire casser le jugement : il n’est ni un enquêteur, ni un expert, ni un juriste.
En revanche, il lui appartient de secouer l’inertie des masses, de rendre confiance aux dreyfusards chaque fois que la cause semble perdue, de mobiliser les intellectuels (« Trop tard ! »), d’obtenir le soutien de la classe ouvrière (« À un prolétaire »), de passer des alliances avec des fractions de la classe dirigeante pour mieux la diviser, et de ridiculiser l’ennemi (l’armée, les gouvernements successifs, les antisémites et les nationalistes) afin de le réduire à son minimum de malfaisance.

## L’art du pamphlétaire
À cette fin, il recourt avec prédilection à différents moyens :
- La caricature qui, en forçant les traits, en exagérant pour les besoins de l'effet, permet de clouer ses cibles au pilori du ridicule et de mettre en lumière ce qui est caché.
- L'interview imaginaire de personnalités du monde politique (Charles Dupuy), judiciaire (Mazeau) ou littéraire (François Coppée) qui, en leur prêtant des propos absurdes ou monstrueux, les disqualifie et leur fait perdre toute respectabilité.
- L'humour noir qui, en présentant comme allant de soi des choses aberrantes ou horrifiques et en bousculant les convictions morales des lecteurs, participe d'une pédagogie de choc destinée à les obliger à réagir.
- La démonstration par l'absurde, chaque fois que la logique de l'adversaire est poussée jusqu'à ses conséquences les plus aberrantes ou terrifiantes, ce qui mine tout l'édifice de ses valeurs.

## Citations
- « Est-ce que de tous les points de la France, professeurs, philosophes, savants, écrivains, artistes, tous ceux en qui est la vérité, ne vont pas, enfin, libérer leur âme du poids affreux qui l'opprime... Devant ces défis quotidiens portés à leur génie, à leur humanité, à leur esprit de justice, à leur courage, ne vont-ils pas, enfin, comprendre qu'ils ont un grand devoir... celui de défendre le patrimoine d'idées, de science, de découvertes glorieuses, de beauté, dont ils ont enrichi le pays, dont ils ont la garde… »   (« Trop tard », L'Aurore, 2 août 1898)

- « L'injustice qui frappe un être vivant - fût-il ton ennemi - te frappe du même coup. Par elle, l'Humanité est lésée en vous deux. Tu dois en poursuivre la réparation, sans relâche, l'imposer par ta volonté, et, si on te la refuse, l'arracher par la force, au besoin. En le défendant, celui qu'oppriment toutes les forces brutales, toutes les passions d'une société déclinante, c'est toi que tu défends en lui, ce sont les tiens, c'est ton droit à la liberté, et à la vie, si précairement conquis, au prix de combien de sang ! Il n'est donc pas bon que tu te désintéresses d'un abominable conflit où c'est la Justice, où c'est la Liberté, où c'est la Vie qui sont en jeu et qu'on égorge ignominieusement, dans un autre. Demain, c'est en toi qu'on les égorgera une fois de plus... »                                                                (« À un prolétaire », L'Aurore, 8 août 1898)